# Albert Breyer

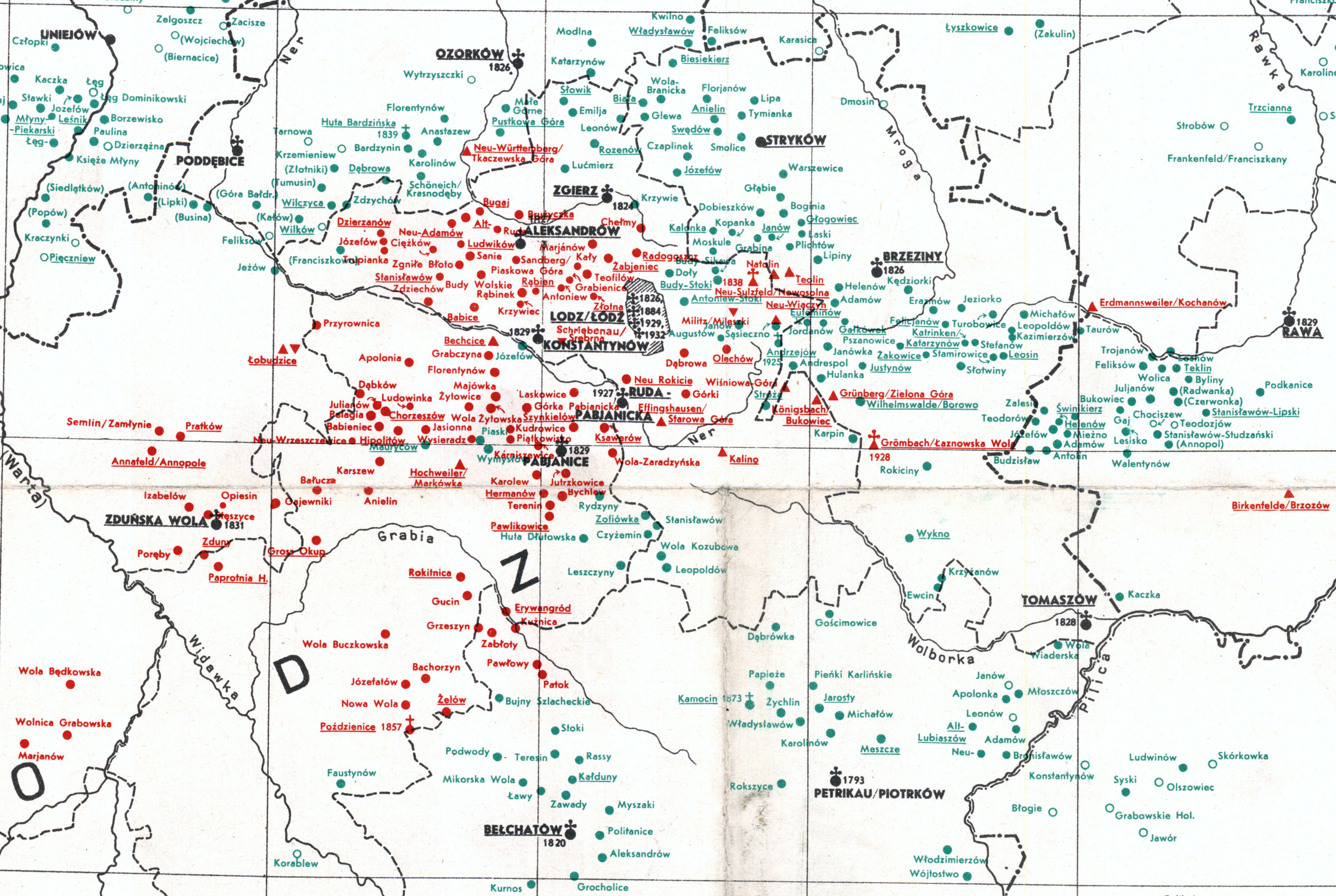
Ausschnitt aus der detaillierteren Version der Breyer-Karte (1938)

Albert Breyer (* 2. Februar 1889 in Żyrardów in Russisch-Polen; † 11. September 1939 in Warschau) war ein deutsch-polnischer Heimatkundler und Lehrer.

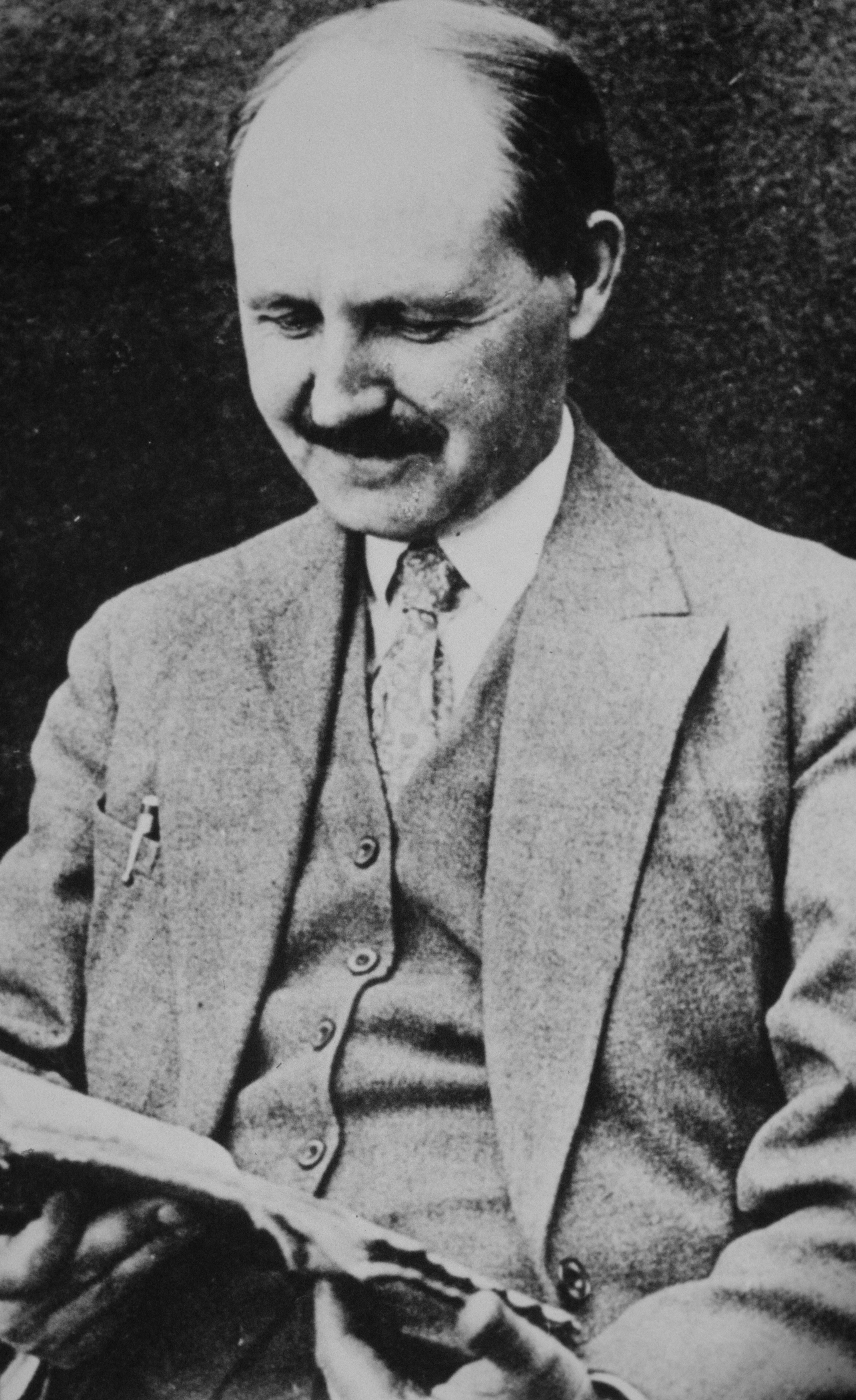

## Leben
Er war zunächst Volksschullehrer in Koluszki, Łódź und Leosin. Kurz vor Beginn des Ersten Weltkrieges trat Breyer in das Sankt Petersburger Lehrerinstitut ein. Bei Kriegsbeginn 1914 wurde er in die russische Armee eingezogen und begann eine Offiziersausbildung an der St. Petersburger Kadettenanstalt. Während der Russischen Revolution hielt er sich im ukrainischen Charkow (damals zu Russland gehörend) auf. Danach kehrte er nach Polen zurück und war er bis 1919 Volksschullehrer in Brzeziny.
Während des Polnisch-Sowjetischen Kriegs 1920 meldete sich Breyer als Freiwilliger in die polnische Armee. Danach unterrichtete er an den deutschen Gymnasien in Zgierz und Sompolno. 1937 wurde ihm die Lehrerlaubnis von polnischen Behörden entzogen. Beim Beginn des Überfalls auf Polen wurde er in die polnische Armee eingezogen und nahm am Kampf gegen die deutsche Wehrmacht teil. Er wurde in den ersten Kriegstagen verwundet und starb in einem Lazarett kurz darauf in Warschau.
Richard Breyer war sein Sohn.

## Veröffentlichungen
- Deutsche Gaue in Mittelpolen. In: Deutsche Monatshefte in Polen, Zeitschrift für Geschichte und Gegenwart des Deutschtums in Polen. Jahrgang 1 (11), April 1935, Heft 10, S. 395–434.
- Deutsche Tuchmachereinwanderung in den ostmitteleuropäischen Raum von 1550 bis 1830. Leipzig 1941 (posthum veröffentlichtes Fragment).
- Zur Geschichte von Sompolno und Umgegend, Volkstümliche Schriftenreihe zur Förderung der deutschen Heimatbildung und Familienüberlieferung in Polen. „Unsere Heimat“, Heft 4. Posen 1938.
- Der Ursprung der deutschen Bauerndörfer in Kongresspolen, in: Landwirtschaftlicher Kalender in Polen, Posen, 1926.
- Das Schrifttum über die Deutschen im ehemaligen Kongresspolen, in: Deutsche Blätter in Polen, Historische Gesellschaft für Posen, Jahrg. II, Heft 3, Mrz 1925.
- Die deutsche Kolonisation im ehemaligen russischen Teilgebiet – Eine Auseinandersetzung, in: Deutsche Blätter in Polen, Posen, Heft 5, 1927, S. 265–276.
- Das Weichseldorf Słońsk, die älteste deutsche Siedlung im ehemaligen Kongresspolen, in: Volksfreundkalender, Lodz, 1928, S. 147–150.
- Die landschaftliche Gliederung des Deutschtums in Mittelpolen; in: Deutsche Schulzeitung in Polen, XII, 10 vom 10. Juni 1933.
- Die Herkunft der deutschen Landbevölkerung auf der Kujawischen Seenplatte, in: Deutsche Monatshefte in Polen, Jahrgang 1(11), Aug 1934, Heft 2.
- Ostdeutschland als Mutterland der deutschen Siedlungen in Mittelpolen, in: Deutsche Monatshefte in Polen, Jahrg. 2(12), Heft 1/2, Jul/Aug 1935.
- Die erste deutsche Tuchmacherstadt in Polen (Dombie), in: Deutsche Wissenschaftliche Zeitschrift für Polen, Heft 29, Posen 1935.
- Die deutschen Dörfer der Umgegend von Lodz in: Deutsche Monatshefte in Polen, Jahrg. 2(12), Heft 5/6, Nov/Dez 1935, auch in: Freie Presse, Lodz, August 1938.
- Die Auswanderung deutscher Bauern des Gostyniner Landes nach Wolhynien (1855–1885), in: Deutsche Monatshefte in Polen, Jahrg. 3(13), Heft 8/9, Feb/Mrz 1937.
- Karte der deutschen Siedlungen in Mittelpolen. 1:500.000, in: Viktor Kauder, Das Deutschtum in Polen. Ein Bildband; Leipzig 1938, auch in: Jomsburg 2, Heft 1, 1938; auch in Deutsche Monatshefte in Polen, Jahrg. 5(15), Heft 2/3, Aug/Sep 1938.
- Die deutschen ländlichen Siedlungen des mittelpolnischen Warthebruchs, in: Deutsche Wissenschaftliche Zeitschrift für Polen, Heft 34, 1938.
- Quellen zur Geschichte des Deutschtums in Mittelpolen, in: Deutsche Monatshefte in Polen, Jahrg. 5(15), Heft 11/12, Mai/Jun 1939.[10]

## Ehrungen
Albert Breyer erhielt 1940 postum den Copernicus-Preis der J. W. Goethe-Stiftung.

## Online verfügbare Veröffentlichungen von Albert Breyer
- Web Edition von Werken Albert Breyers
- Die Breyer Karte der Deutschen Siedlungen in Mittelpolen